# Episodi di Squadra Speciale Colonia (quinta stagione)
La quinta stagione della serie televisiva Squadra speciale Colonia è stata trasmessa tra il 9 gennaio e il 15 maggio 2007 sul canale tedesco ZDF.
| N° | Titolo originale          | Titolo in italiano | Prima TV Germania | Prima TV Italia |
| -- | ------------------------- | ------------------ | ----------------- | --------------- |
| 1  | Später Ruhm               |                    | 9 gennaio 2007    |                 |
| 2  | Alte Freunde              |                    | 16 gennaio 2007   |                 |
| 3  | Bremsversagen             |                    | 23 gennaio 2007   |                 |
| 4  | Tod im Kaufhaus           |                    | 30 gennaio 2007   |                 |
| 5  | Sondereinsatz             |                    | 6 febbraio 2007   |                 |
| 6  | Schluss mit Lustig        |                    | 13 febbraio 2007  |                 |
| 7  | Dicker als Wasser         |                    | 20 febbraio 2007  |                 |
| 8  | Eine Frage des Vertrauens |                    | 27 febbraio 2007  |                 |
| 9  | Bethmanns Fall            |                    | 6 marzo 2007      |                 |
| 10 | Mord nach Lehrplan        |                    | 20 marzo 2007     |                 |
| 11 | Ein Flirt mit dem Tod     |                    | 27 marzo 2007     |                 |
| 12 | Vermisst                  |                    | 3 aprile 2007     |                 |
| 13 | Die Braut trägt Rot       |                    | 10 aprile 2007    |                 |
| 14 | Herzen in Not             |                    | 17 aprile 2007    |                 |
| 15 | Alles auf eine Karte      |                    | 24 aprile 2007    |                 |
| 16 | Die Tote im Morgengrauen  |                    | 8 maggio 2007     |                 |
| 17 | Ein ganz normaler Tag     |                    | 15 maggio 2007    |                 |